# Taugon
Taugon är en kommun i departementet Charente-Maritime i regionen Nouvelle-Aquitaine i västra Frankrike. Kommunen ligger  i kantonen Courçon som ligger i arrondissementet La Rochelle. År 2022 hade Taugon 772 invånare.

## Befolkningsutveckling
Antalet invånare i kommunen Taugon
Referens:INSEE